# Zavar
Zavar est un village de Slovaquie situé dans la région de Trnava.

## Histoire
Première mention écrite du village en 1255.

## Démographie

### Évolution de la population
| Année:               | 1994. | 2004.   | 2014.    | 2024.    |
| -------------------- | ----- | ------- | -------- | -------- |
| Nombre de personnes: | 1649  | 1755    | 2222     | 2563     |
| Différence:          |       | +6,42 % | +26,60 % | +15,34 % |

| Année:               | 2023. | 2024.   |
| -------------------- | ----- | ------- |
| Nombre de personnes: | 2536  | 2563    |
| Différence:          |       | +1,06 % |